# Russisch Roulette (2012)
Russisch Roulette ist ein deutsch-österreichischer Fernsehfilm-Mehrteiler der ARD aus dem Jahr 2012.

## Handlung
Die deutsche Journalistin Katherina Wagner fährt nach St. Petersburg in Russland, um mit ihrem 8-jährigen Sohn Nikolai das Grab ihres Mannes zu besuchen. Sie verliert ihren Sohn, als er vor ihr in die U-Bahn zusteigt. Sie sucht ihn, aber die Menschen spielen mit ihr Russisch Roulette. Der polnische Schrotthändler Adam Markowski ist immer vor Ort, wenn Katherina in Gefahr ist, und steht zu ihr. Erst mit seiner Hilfe kann sie am Ende ihren Sohn finden.

## Produktion
Russisch Roulette wurde in Prag (so z. B. im Grand Café Orient) und im winterlichen St. Petersburg gedreht. Am 2. und 3. Januar 2012 wurde der Mehrteiler ab 20:15 Uhr, also nach der Tagesschau, im Ersten gesendet. Fünf Millionen sahen sich Russisch Roulette an.
Produziert wurde der Film von der österreichischen Graf Filmproduktion GmbH, beteiligt waren der Österreichische Rundfunk und die ARD.

## Kritiken
„Aufwändiger (Fernseh-)Politthriller, der als spannender Genrefilm die (Macht-)Verhältnisse im aktuellen Russland aufgreift, die noch immer von alten Strukturen geprägt sind.“

„Bei diesem opulent ausgestatteten, im wahrsten Sinne frostigen Zweiteiler führte der winterharte Altmeister Joseph Vilsmaier (Stalingrad, Nanga Parbat) nach einem Drehbuch von Rolf-René Schneider (Mord in bester Gesellschaft) Regie. Teilweise herrschten beim Dreh in Sankt Petersburg Temperaturen von minus 20 Grad – fiese Bedingungen für die Schauspieler. Vor allem die zierliche Katharina Böhm alias Katherina Wagner hatte unter der Kälte zu leiden. Das russische Winterwetter sorgte indes für tolle Einstellungen, die es jedoch nur teilweise schaffen, die schablonenhaft konstruierte Handlung in den Hintergrund zu rücken.“

Tittelbach schrieb "In dem Drehbuch von Rolf-René Schneider ist alles so dick aufgetragen, dass selbst von der Authentizität der Locations kaum noch etwas übrig bleibt."